# Phlegra solitaria
Phlegra solitaria là một loài nhện trong họ Salticidae.
Loài này thuộc chi Phlegra. Phlegra solitaria được Wanda Wesołowska & Tomasiewicz miêu tả năm 2008.